# Carolin Lehrieder
Carolin Lehrieder (* 21. April 1989) ist eine deutsche Triathletin. Sie wird in der Bestenliste deutscher Triathletinnen auf der Ironman-Distanz geführt.

## Werdegang
Carolin Lehrieder war in der Jugend im Basketball aktiv und betreibt Triathlon seit 2007. Auch ihr Vater Gerald Lehrieder ist als Triathlet aktiv.
Bei ihrem ersten Start auf der Ironman-Distanz (3,86 km Schwimmen, 180,2 km Radfahren und 42,195 km Laufen) konnte die Lehramtsstudentin 2013 den Ironman Germany in der Altersklasse 18–24 gewinnen und sich damit für einen Startplatz beim Ironman Hawaii (Ironman World Championships) qualifizieren, wo sie sie im Oktober Dritte in ihrer Altersklasse wurde.
Im August 2016 wurde sie Dritte beim Ironman Sweden. Im April 2019 wurde Lehrieder Zweite bei der Challenge Taiwan.

### Siegerin Ironman 2019
Im September 2019 gewann Carolin Lehrieder den Ironman Italy und stellte mit ihrer Siegerzeit von 8:48:23 Stunden in persönlicher Bestzeit auf der Langdistanz einen neuen Streckenrekord auf.
Im September 2020 wurde sie Zweite beim Ironman 70.3 Gdynia in Polen.
Im Juni 2021 wurde die damals 32-Jährige als beste Deutsche Sechste der Ironman 70.3 European Championships beim Ironman 70.3 Kronborg-Elsinore.
Carolin Lehrieder lebt in Würzburg. Sie wird von Nils Goerke trainiert.

## Sportliche Erfolge
| Datum/Jahr    | Rang | Wettbewerb                                         | Austragungsort  | Zeit     | Bemerkung                                                                           |
| ------------- | ---- | -------------------------------------------------- | --------------- | -------- | ----------------------------------------------------------------------------------- |
| 20. Apr. 2024 | DNF  | Challenge Mogán                                    | Mogán           | –        | Mitteldistanz auf Gran Canaria                                                      |
| 16. Juli 2023 | 1    | Trumer Triathlon                                   | Obertrum am See | 04:34:29 | Sieg auf der Mitteldistanz                                                          |
| 21. Mai 2023  | 3    | Challenge St. Pölten                               | St. Pölten      | 04:33:31 |                                                                                     |
| 5. März 2022  | 6    | Ironman 70.3 Dubai                                 | Dubai           | 04:11:01 |                                                                                     |
| 27. Juni 2021 | 6    | Ironman 70.3 European Championships                | Helsingør       | 04:17:48 | Sechste der Ironman 70.3 European Championships beim Ironman 70.3 Kronborg-Elsinore |
| 20. Juni 2021 | 4    | Challenge Gdansk                                   | Danzig          | 04:27:00 |                                                                                     |
| 9. Mai 2021   | 4    | Challenge Riccione                                 | Riccione        | 04:34:34 |                                                                                     |
| 6. Sep. 2020  | 2    | Ironman 70.3 Gdynia                                | Gdynia          | 04:23:45 |                                                                                     |
| 15. Sep. 2020 | 7    | Challenge Geraardsbergen                           | Geraardsbergen  | 04:30:45 |                                                                                     |
| 30. Juni 2019 | 2    | Chiemsee Triathlon                                 | Chieming        | 02:17:13 |                                                                                     |
| 24. Juni 2018 | 1    | Chiemsee Triathlon                                 | Chieming        | 02:16:52 | Kurzdistanz (1,5 km Schwimmen, 40 km Radfahren und 10 km Laufen)                    |
| 29. Juli 2017 | 10   | Challenge Prague                                   | Prag            | 04:37:09 |                                                                                     |
| 4. Okt. 2015  | 21   | Ironman 70.3 Silverman                             | Henderson       | 05:17:11 |                                                                                     |
| 29. Juni 2014 | 3    | Chiemsee Triathlon                                 | Chieming        | 04:22:59 | Mitteldistanz                                                                       |
| 15. Juni 2014 | 6    | DTU Deutsche Meisterschaft Triathlon Mitteldistanz | Kraichgau       | 04:52:01 | Deutsche Meisterschaft auf der Mitteldistanz bei der Challenge Kraichgau            |
| 14. Sep. 2013 | 3    | Half-Challenge Almere                              | Almere          |          |                                                                                     |
| 14. Mai 2011  | 3    | Linz-Triathlon                                     | Linz            | 04:37:12 | auf der Mitteldistanz                                                               |

| Datum/Jahr    | Rang | Wettbewerb                 | Austragungsort    | Zeit     | Bemerkung |
| ------------- | ---- | -------------------------- | ----------------- | -------- | --- |
| 2. Juli 2023  | DNF  | Ironman Germany            | Frankfurt am Main | –        | Rennabbruch auf der Laufstrecke |
| 26. Juni 2022 | DNF  | Ironman Germany            | Frankfurt am Main | –        | Rennabbruch auf der Radstrecke |
| 19. Sep. 2021 | DNF  | Ironman Austria            | Klagenfurt        | –        | Rennabbruch nach Reifenpanne |
| 29. Aug. 2021 | 5    | Ironman Hamburg            | Hamburg           | 09:12:18 | |
| 21. Sep. 2019 | 1    | Ironman Italy              | Cervia            | 08:48:23 | erster Ironman-Sieg und neuer Streckenrekord                                                                                          |
| 7. Juli 2019  | 5    | Challenge Roth             | Roth              | 08:55:13 | |
| 27. Apr. 2019 | 2    | Challenge Taiwan           | Taitung           | 09:13:16 | Zweite hinter Lisa Roberts |
| 22. Sep. 2018 | 6    | Ironman Italy              | Cervia            | 09:28:22 | |
| 15. Apr. 2018 | DNF  | Ironman South Africa       | Port Elizabeth    | –        | Rennabbruch nach Reifenpanne |
| 23. Sep. 2017 | DNF  | Ironman Italy              | Cervia            | –        | bei der Erstaustragung |
| 20. Aug. 2016 | 3    | Ironman Sweden             | Kalmar            | 09:24:30 | |
| 29. Nov. 2015 | 6    | Ironman Mexico             | Cozumel           | 09:29:45 | [ 10 ] |
| 2. Aug. 2015  | 4    | Ironman Maastricht-Limburg | Maastricht        | 10:19:57 | bei der Erstaustragung |
| 13. Juni 2015 | 2    | Challenge Denmark          | Billund-Herning   | 09:23:29 | Erstmalige Austragung dieses Rennens; Zweite hinter Beate Görtz                                                                       |
| 27. Juli 2014 | 7    | Ironman Switzerland        | Zürich            | 09:45:05 | |
| 12. Okt. 2013 |      | Ironman Hawaii             | Hawaii            | 10:04:12 | 3. Platz in der Altersklasse 18–24 |
| 7. Juli 2013  |      | Ironman Germany            | Frankfurt am Main | 09:49:46 | erster Start auf der Ironman-Distanz; 1. Platz der Altersklasse 18–24 und qualifiziert für die Ironman World Championships auf Hawaii |